# 阪谷朗廬
阪谷 朗廬（さかたに ろうろ、旧字体：阪谷 朗󠄃廬、1822年12月29日（文政5年11月17日） - 1881年（明治14年）1月15日）は、日本の漢学者、儒学者。江戸時代末期は教育者として、明治維新後は官吏としても活動した。東京学士会院議員。
幼名は素三郎、通称として希八郎も用いた。字は子絢、諱は素（しろし）、朗廬は号である。阪谷素名義での著作もある。
阪谷芳郎（大蔵大臣、東京市長）の父。

## 来歴
1822年、備中国川上郡九名村（現在の岡山県井原市）で、代官所に勤めていた阪谷良哉の三男として生まれた。
6歳の時に当時父親が勤務していた大坂へ移り、最初に奥野小山、次いで大塩平八郎のもとで学ぶ。小山からは「遅鈍不能成業」と評されたが、大塩には「異日大成大名」と評された。父親の転勤に伴って11歳で江戸に移転し、同郷の津山出身である朱子学者の昌谷碩（精溪）に入門した。1838年（天保9年）古賀侗庵に師事した。26歳の時、病床にあった母親の世話をするため帰郷する。
1851年、伯父で蘭学者の山成奉造（山鳴大年）の協力により、実家の九名村から少し離れた簗瀬村（現在はともに井原市の一部）に桜渓塾を設立する。1853年には代官所が郷校として興譲館（後の興譲館高等学校）を設立するにあたり初代館長に就任するなど、地元で後進の指導にあたった。幕末動乱のこの時期、朗廬は開国派の立場であったとされる。
1868年に広島藩から藩儒、藩学問所（現修道中学校・修道高等学校）主席教授として迎えられるが、1870年に廃藩置県で辞職する。1871年には再び東京に転居し、明治政府の陸軍省に入省する。このころ、5人の息子のうち芳郎を除く4人を相次いで亡くす。その後文部省、内務省などの官職を歴任した。また福沢諭吉らとともに明六社に参加、唯一の儒学者として活動した。1879年には東京学士会院議員に選出された。
1880年には再び教育を行うべく春崖学舎を設立したが、翌1881年に小石川の自宅で病没した。
1915年、正五位を追贈された。

## 系譜
阪谷家（阪谷家系図）
2代四郎兵衛の頃、延宝8年（1680年）検地帳に、2町6反7畝2歩（2.65ha）の田と1町5反4畝2歩（1.53ha）の畑を所有とある。3代治兵衛の頃には、田畑4町9反8畝（4.94ha）の地主になった。5代甚平（甚八）は同村友成の伊達家から婿養子に迎えられ、“中興の祖”となった。2町7反6畝7歩（2.74ha）の田と1町1反9畝7歩（1.19ha）の畑を所有して高合計24石となった。延享2年（1745年）に酒造を始め、天明5年（1785年）に250石仕込んだが、天明の飢饉により同6年に半減、同7年には3分の1まで減少した。領主戸川氏から坊主格を賜り、“坂谷”から“坂田”と改姓した。寛延2年（1749年）に御札座役となり札屋と呼ばれるようになった。
```
　　　　　　　　　　　　　　　　　　┏喜左衛門
四郎兵衛━━―四郎兵衛━━治兵衛━━┫
　　　　　　　　　　　　　　　　　　┗左治兵衛━━甚平━━甚兵衛宗房━━三五八良哉━━素三郎（朗廬）

```

```
　　　　　　　　┏━礼之介
　　　　　　　　┃
　　　　　　　　┣━次雄
　（朗廬）　　　┃
素（素三郎）━━╋━達三
　　　　　　　　┃
　　　　　　　　┣━芳郎━━━━━┳━希一━━━━━┳━正子
　　　　　　　　┃　　　　　　　　┃　　　　　　　　┃
　　　　　　　　┗━時作　　　　　┣━敏子　　　　　┣━朗子
　　　　　　　　　　　　　　　　　┃　　　　　　　　┃
　　　　　　　　　　　　　　　　　┣━和子　　　　　┣━芳直━━━━━┳━素子
　　　　　　　　　　　　　　　　　┃　　　　　　　　┃　　　　　　　　┃
　　　　　　　　　　　　　　　　　┣━俊作　　　　　┣━理子　　　　　┣━英子
　　　　　　　　　　　　　　　　　┃　　　　　　　　┃　　　　　　　　┃　
　　　　　　　　　　　　　　　　　┣━八重子　　　　┣━順子　　　　　┣━民子
　　　　　　　　　　　　　　　　　┃　　　　　　　　┃　　　　　　　　┃
　　　　　　　　　　　　　　　　　┣━千重子　　　　┣━春子　　　　　┗━綾子━━━━━┳━直樹
　　　　　　　　　　　　　　　　　┃　　　　　　　　┃　　　　　　　　　　　　　　　　　┃
　　　　　　　　　　　　　　　　　┗━総子　　　　　┗━秀直　　　　　　　　　　　　　　┗━裕璃
　　　　　                                                                                                                                 　　　　　　

```

## 登場作品
- 青天を衝け（大河ドラマ、NHK、2021年、演：山崎一）